# Hartwig Naftali Carlebach
Pour les articles homonymes, voir Carlebach.
Hartwig Naftali Carlebach connu comme Naftali Carlebach (21 août 1889, Lübeck, Schleswig-Holstein, Allemagne-23 décembre 1967, New York, États-Unis) est un rabbin allemand à  Berlin, en Allemagne puis à Baden en Autriche et à New York. Il est le père du rabbin Shlomo Carlebach. 

## Biographie
Hartwig Naftali Carlebach est né le 21  août 1889 à Lübeck, Empire allemand,,, d'une notable famille rabbinique dont les descendants vivent à présent partout dans le monde.
Il est un des sept fils du rabbin Salomon (Shlomo) Carlebach et d'Esther Adler, et le benjamin de leurs douze enfants. Son père, Salomon Carlebach, né le 28 décembre 1845 à Bruchsal, Karlsruhe, grand-duché de Bade et mort le 12 mars 1919 à Lübeck, est le rabbin de Lübeck. Sa mère, Esther Adler, est née le 2 juin 1853 à Lübeck, fille de l'ancien rabbin de Lübeck, rabbi (de) Alexander Sussmann Adler (de) (1816-1869), et est morte dans cette ville le 14 février 1920. Quatre de ses frères deviennent aussi rabbins : Emmanuel Carlebach (1874-1927), Joseph Carlebach (1883-1942), David Carlebach (1885-1913) et de Ephraim Carlebach (1879-1936).
Il se marie avec Paula (Pesse) Cohn (1896, Bâle-1980, New York), elle-même issue d'une  famille de rabbins, fille d'Arthur Cohn, grand-rabbin de Bâle en Suisse et un fondateur de Agoudat Israel, une organisation politico-religieuse en soutien au judaïsme orthodoxe. Ils auront des jumeaux, Shlomo et Eli Haïm, qui seront aussi rabbins et une fille, Shulamith épouse Levovitz.

### Berlin
Carlebach est le rabbin de la Passauerstrasse Synagogue de Berlin de 1917 à  1931, ou 1932 ; le rabbin Alexander Altmann, directeur de l'école, lui succède.
Cette synagogue était une des rares synagogues en Allemagne qui donnait des droits de vote aux Juifs d'Europe de l'Est, dans les affaires communautaires. Elle est connue des grands-rabbins de Pologne et de Lituanie qui la visitent et y font des discours, lors de leur venue à Berlin.

### Baden (Autriche)
Hartwig Naftali Carlebach devient ensuite le rabbin de Baden en Autriche, ville située à 26 km au sud de Vienne, de 1931-1932 jusqu'en 1938.

### Suisse
En 1938, la famille Carlebach, fuyant le nazisme, s'installe en Suisse, jusqu'au début de 1939. La mère, Paula (Pesse) Carlebach, est originaire de Bâle et a de la famille en Suisse.

### New York
Le 4 février 1939, Hartwig Naftali Carlebach quitte Southampton en Royaume-Uni et embarque dans le RMS Queen Mary a destination de New York, où il arrive le 9 février. Sa famille le rejoint le mois suivant, prenant le même paquebot le 18 mars et arrivant le 23 mars.
La famille Carlbach s'installe d'abord dans le quartier de Williamsburg à Brooklyn. Ils louent un appartement au 162 South 9th Street. Hartwig Naftali Carlebach devient le rabbin de la synagogue Young Israel de Crown Heights. Il maintient cette position pendant près de 8 mois en 1939 puis la quitte à cause d'un problème cardiaque. Son épouse subvient aux besoins de la famille, en travaillant comme relieuse.
En 1945, la famille s'installe à Manhattan, dans l'Upper West Side et Hartwig Naftali Carlebach devient le rabbin de la synagogue Kehilat Jacob, au 305 West 79th Street, fondée par le rabbin Jacob Meyer Segolovitch, originaire de Danzig, aujourd'hui Gdańsk (Pologne), en 1941. Le rabbin Carlebach achète la propriété incluant la synagogue et un appartement au second étage de l'édifice,.
La congrégation Kehilat Jacob est universellement connue sous le nom de Carlebach Shule,.
Après sa mort en 1967, ses fils le rabbin Shlomo Carlebach et son jumeau le rabbin Eli Haïm Carlebach (en) reprennent sa position à la congrégation de la Carlebach Shule.

## Œuvres
- (de) Naphtali Carlebach. Georg von Gizycki (de), der Begründer der Gesellschaft für "Ethische Kultur" in Deutschland. Eine ethisch-pädagogische Studie. Diss. Leipzig,  1924
- (de) Naphtali Carlebach.  Renegatentum des Geistes. Frankfurt/M. 1937
- (en) Naphtali Carlebach. Josef Carlebach and his Generation. 1959[13]
- (en) Naphtali Carlebach. The Carlebach Tradition. The History of my Family. 1973
- (en) Naphtali Carlebach. Speak to the children of Israel. (sermons and lectures). 1977 (OCLC 233906706)